# Brian Jacques
Œuvres principales
- Rougemuraille (1986—2011)
- Les Naufragés du Hollandais volant (2001—2006)

James Brian Jacques (prononcez "Jakes") est un auteur britannique né le 15 juin 1939 et mort le 5 février 2011, à Liverpool, célèbre pour sa série de romans de fantasy animalière Rougemuraille, ainsi que pour sa série des Naufragés du Hollandais volant. Il a aussi réalisé deux recueils de nouvelles intitulées The Ribbajack & Other Curious Yarns (en) et Seven Strange and Ghostly Tales (en).

## Biographie
À l'âge de quinze ans, il quitte l'école pour une vie maritime avant de revenir à Liverpool, où il exerce un grand nombre de métiers. Son premier roman, Redwall, a été écrit pour une école d'aveugles. Depuis, ses livres ont acquis une grande renommée, ont été traduits en environ vingt-huit langues et publiés en plus de vingt millions d'exemplaires.

### Rougemuraille
La série Rougemuraille (Redwall) compte de nombreux tomes, dont certains ont été eux-mêmes scindés :
- Cluny le Fléau (Redwall, 1986)
  - Le Seigneur de la guerre
  - L'Épée légendaire
  - La Vipère géante
- Martin le guerrier (Mossflower, 1988)
  - La Reine aux yeux multiples
  - La Montagne de feu
  - Le Retour triomphal
- Mattiméo (Mattimeo, 1989)
  - Salik le Barbare
  - Le Général Becdacier
  - Le Royaume du mal
- Mariel (Mariel of Redwall, 1991)
  - La Révolte de Tempête
  - Kamoul le Sauvage
  - La Forêt hostile
  - À l'assaut de Terramort
- Salamandastron (Salamandastron, 1992)
  - Ferrago l'Assassin
  - La Fièvre du fossé tari
  - Le Serpentissime
  - Mara de Rougemuraille
- Le Fils de Luc (Martin the Warrior, 1993)
  -  Tarkan le tyran
  - Les Baldins de l'Églantine
  - La Longue Route
  - La Bataille de Marpoigne
- Joseph (The Bellmaker, 1994)
  - La Menace d'Ourgan le Garou
  - La Reine-de-Nacre
  - Les Évadés de Méridion
  - La Reconquête
- Solaris (Outcast of Redwall, 1995)
  - Le Sauveur à tête d'or
  - L'Orphelin maudit
  - Le Jugement du guerrier
- Les Perles de Loubia (The Pearls of Lutra, 1996)
  - L'Empereur aux yeux fous
  - Six Larmes pour un abbé
  - L'Âme-Libre
  - La Vengeance de Loubia
- La Patrouille (The Long Patrol, 1997)
- Les Ombrenards (Marlfox, 1998)
- Le Guerrier disparu (The Legend of Luc, 1999)
- La Forteresse en péril (Lord Brocktree, 2000)
- Le Prodige (The Taggerung, 2001)
- L'Odyssée de Triss (Triss, 2002)
- Le Secret de Loumèges (Loamhedge, 2003)
- La Pierre Qui Marche (Rakkety Tam, 2004)
- Le Destin de Tiria (High Rhulain, 2005)
- Eulalia!, 2007, non traduit
- Doomwyte, 2008, non traduit
- The Sable Quean, 2010, non traduit
- The Rogue Crew, 2011, non traduit

### Les Naufragés du Hollandais Volant
- Les Naufragés du Hollandais volant (Castways of the Flying Duchman)
  - Castways of the Flying Duchman
  - The Angel's command
  - Voyage of Slaves

### Tribes of Redwall series
- Tribes of Redwall Badgers
- Tribes of Redwall Otters
- Tribes of Redwall Mice